# 佐治瑠璃
佐治 瑠璃（さじ るり、1994年1月30日- ）は、新潟県出身の神職。ミス・グランド・ジャパン2020として知られる。

## 経歴
1994年1月30日、新潟県上越市に生まれる。母の実家は神社で、週の半分はそこで暮らす。残りの半分は父の実家で暮らす。バレエ、水泳、スキー、生け花、ゴルフ、テニス、社交ダンス、ピアノなどの習い事を学ぶ。また、月に2回は父の趣味であるセーリングをするために海に出かけていた。
2009年4月1日、新潟県立高田高等学校入学。2012年4月1日、日本大学法学部経営法学科入学。1年生在学中の2012年、法学部のキャンパスクイーンに相当する「ミスフェニックスコンテスト2012」に出場。2012年、ケンブリッジ大学に留学、アートを学ぶ。2015年12月10日、ミス・ユニバース・ジャパン2016東京大会で「d-diet賞」受賞。4年生在学中の2016年2月、新潟県十日町市のミスコン「十日町きもの女王コンテスト2016」で優勝。
卒業後、デンマークのオーフス大学でビジネスを学ぶ。本人によると「社会的視野が大きく広がり、社会貢献について考える契機となりました」。その後國學院大學大学院文学研究科神道学・宗教学専攻入学。日本の伝統文化を学ぶ一方、海外留学も経験し社会貢献についても学ぶ。2021年3月31日、同修了。圓田神社（上越市柿崎区）および胞姫神社（柏崎市）にて権禰宜の職に就く。
2020年9月、ミス・グランド・ジャパン2020に選ばれる。新型コロナウイルスの蔓延によりマスクを着用して審査するという異例の大会となったが、マスク（およびイブニングガウン審査のドレス）は フィリピンのデザイナーがファイナリスト一人一人に合わせて作ってくれたものを使用。
10月に予定されていた世界大会は延期され、2021年3月に開催された。3月27日にバンコクで開催されたミス・グランド・インターナショナル 2020決勝で、62人の出場者の中の総合Top20に残り、「コスチューム部門」で部門優勝した。新潟日報社の取材に対し「自分の視野を広げることは神職にとても大切。世界大会での経験を生かしたい」とコメント。